# Nukleáris lokalizációs szignál
A nukleáris lokalizációs szignál (NLS) egy aminosav-szekvencia egy fehérje külső oldalán, amelynek fontos szerepe van a fehérje  (polipeptid) sejtmagba (nucleus) történő transzportjához. Az NLS egy specifikus NLS-receptorhoz (α-importin) kötődik a citoszolban. Miután ez a kötődés létrejött, egy másik specifikus receptor (β-importin) felismeri az NLS+α-importin komplexet, kötődik ahhoz, majd az egészet köti a sejmagon elhelyezkedő pórus komplex citoplazmatikus filamentumaihoz. Ezután egy energiaigényes folyamat által a szállítandó fehérje a sejtmag belsejébe kerül.